# Lehenschein (Bergbau)
Ein Lehenschein, auch Lehnschein genannt, war im frühen Bergbau eine Bescheinigung, die der Bergmeister nach Belehnung einer gemuteten Lagerstätte erstellte. Dieser Lehenschein wurde anschließend an den Berggegenschreiber geschickt, der das bestätigte Lehn in das Gegenbuch eintrug. Anschließend erhielt der Lehnträger, auf Verlangen, als Bestätigung den Lehnschein und später dann auch den Lehenbrief ausgehändigt.

## Formalitäten
Der Lehnschein war der Beweis, dass der Lehnträger seine Grube bergmännisch bearbeiten durfte. Kam es durch irgendeinen Umstand vor, dass das Baufeld nicht im Berg- oder Gegenbuch vermerkt war, so konnte er mit dem Lehenschein beweisen, der rechtmäßige Lehnträger zu sein. Damit ein Lehenschein den bergrechtlichen Bestimmungen entsprach, musste er folgende Angaben enthalten:
- Name des Lehenträgers
- Bestimmung des Zeitpunkts der Mutung sowie deren Bestätigung
- Die Größe des verliehenen Feldes
- Die genaue Bezeichnung des verliehenen „Gegenstandes“
- Die allgemeinen Bedingungen, unter denen der betreffende Gegenstand verliehen wurde

Quelle:
Die Bestimmung des verliehenen Gegenstandes musste sehr präzise erfolgen. So waren bei Lagerstätten Angaben über das Streichen des Ganges und wohin das Feld gestreckt worden war, sowie die genaue Bezeichnung des Gebirges, auf dem die Lagerstätte lag, erforderlich. Bei Stollen oder bei Schmiedestätten war deren genaue Bezeichnung erforderlich. Die Bestätigung der Mutung erfolgte in der Regel durch den Muthzettel. Der Lehenschein erhielt seine Rechtsgültigkeit durch das Siegel des Bergamtes. Die Formalitäten für den Lehenschein waren in den preußischen und in den österreichischen Bergordnungen des 19. Jahrhunderts geregelt.